# 琴曲集成
《琴曲集成》是一部自1960年開始至2010年由中華書局出版的古琴譜，共三十册，收錄了自南北朝到民國初年的一百四十二種琴譜，編者為北京古琴研究會及中國藝術研究院音樂研究所。

## 歷史
1956年4月至6月間由中華人民共和國文化部、中國音樂家協會發起，査阜西、吳釗等古琴家赴全國各地採訪在世琴人，並進行琴譜、琴曲普查。當時共採訪了八十六位琴人，錄得琴曲二百六十余首。1960年時決定由中華書局出版第一卷，1961年出版第一卷，文化大革命爆發後出版中斷。1980年恢復出版，至1994年共出版十六卷，是為十六卷本。2010年出齊三十卷，同年8月20日三十卷本首發。

## 分冊
第一冊
《碣石調·幽蘭》、《白石道人歌曲》、《事林廣記》、《太古遺音》、《新刊太音大全集》、《神奇秘譜》、《五聲琴譜》、《浙音釋字琴譜》、《謝琳太古遺音》、《黃士達太古遺音》、《新刊發明琴譜》、《梧岡琴譜》 
第二冊
《風宣玄品》、《琴譜正傳》 
第三冊
《西麓堂琴統》、《步虛僊琴譜》、《杏莊太音補遺》、《杏莊太音續譜》 
第四冊
《太音傳習》、《五音琴譜》、《重修真傳琴譜》 
第五冊
《琴書大全》 
第六冊
《玉梧琴譜》、《三教同聲》、《文會堂琴譜》、《藏春塢琴譜》、《三才圖會續集》 
第七冊
《綠綺新聲》、《真傳正宗琴譜》、《太古遺音（又本）》、《伯牙心法（又本）》、《陽春堂琴經》、《陽春堂琴譜》 
第八冊
《琴適》、《松弦館琴譜》、《新傳理性元雅》、《樂仙琴譜》 
第九冊
《思齊堂琴譜》、《太音希聲》、《古音正宗》、《中洲草堂遺集》、《義軒琴經》、《陶氏琴譜》 
第十冊
《徽言秘旨》、《徽言秘旨訂》、《大還閣琴譜》 
第一一冊
《愧庵琴譜》、《臣卉堂琴譜》、《友聲社琴譜》、《琴苑心傳全編》 
第一二冊
《琴學心聲諧譜》、《和文注音琴譜》、《明和本東皋琴譜》、《太原止郎本東皋琴譜》、《松風閣琴譜》、《抒懷操》、《松聲操》、《松風閣琴瑟譜》、《德音堂琴譜》 
第一三冊
《琴瑟合璧》、《琴譜析微》、《蓼懷堂琴譜》、《誠一堂琴譜》、《一峰園琴譜》 
第一四冊
《琴學正聲》、《響山堂琴譜》、《澄鑒堂琴譜》、《五知齋琴譜》 
第一五冊
《臥雲樓琴譜》、《東園琴譜》、《存古堂琴譜》、《光裕堂琴譜》、《琴書千古》 
第一六冊
《穎陽琴譜》、《蘭田館琴譜》、《大樂元音》、《研露樓琴譜》 
第一七冊
《琴香堂琴譜》、《自遠堂琴譜》 
第一八冊
《立雪齋琴譜》、《治心齋琴學練要》、《春草堂琴譜》、《敏亭琴劍合譜》、《龍吟閣秘本琴譜》、《桐園草堂陽關三疊》、《酣古齋琴譜》 
第一九冊
《太和正音譜》、《裛露軒琴譜》、《響雪山房琴譜》、《小蘭琴譜》 
第二十冊
《蕭立禮琴說》、《虞山李氏琴譜》、《琴譜諧聲》、《指法匯參確解》、《峰抱樓琴譜》、《琴學參變》、《琴學韌端》 
第二一冊
《鄰鶴齋琴譜》、《天籟閣選譜》、《律話》 
第二二冊
《梅花仙館琴譜》、《一經廬琴學》、《律音彙考》、《悟雪山房琴譜》 
第二三冊
《樂山堂琴譜》、《琴譜正律》、《二香琴譜》、《行有恆堂錄存琴譜》、《張鞠田琴譜》、《槐蔭書屋琴譜》、《稚雲琴譜》 
第二四冊
《師白山房琴譜》、《荻灰館琴譜》、《錢壽占琴譜十操》、《秋水齋琴譜》、《錢塘諸氏琴譜》、《琴學尊聞》、《琴學入門》、《青箱齋琴譜》、《白菡萏香館琴譜》 
第二五冊
《天聞閣琴譜》 
第二六冊
《蕉庵琴譜》、《琴瑟合譜》、《以六正五之齋琴學秘譜》、《希韶閣琴譜集成》、《希韶閣琴瑟合譜》 
第二七冊
《枕經葄史山房襍抄》、《雙琴書屋琴譜集成》、《養性堂琴譜》、《綠綺清韻》、《友石山房琴譜》 
第二八冊
《枯木禪琴譜》、《鄂公祠說琴》、《琴學初津》 
第二九冊
《十一絃館琴譜》、《琴學摘要》、《梅庵琴譜》、《琴學管見》、《琴學易知》、《琴學秘訣》、《沙堰琴編》 
第三十冊
《琴學叢書》